# Temporada 1991-1992 de la Unió Esportiva Sant Andreu
Dades de la Temporada 1991-1992 de la UE Sant Andreu.

## Partits

### Lliga (Segona B)
- Segona divisió B, grup 2n: campió.

#### Primera volta
| 1 de setembre de 1991 | CD Hernani                            | 3:3             | UE Sant Andreu                         |                                         |  |
|                       | Donosti 11' · Belda 19' · Donosti 32' | Mundo Deportivo | 5' Gálvez · 25' (p) Gálvez · 60' Rueda | Txantxilla, Hernani · Salicio Montero · |  |

| 8 de setembre de 1991 | UE Sant Andreu                      | 3:1             | Reial Societat B |                                             |  |
|                       | Calderé 28' · Glaría 45' · Hans 65' | Mundo Deportivo | 23' Ipintza      | Narcís Sala, Sant Andreu · Tresaco Gracia · |  |

| 15 de setembre de 1991 | Real Zaragoza B | 1:2             | UE Sant Andreu |                          |  |
|                        |                 | Mundo Deportivo |                | La Romareda, Saragossa · |  |

| 22 de setembre de 1991 | UE Sant Andreu | 2:1             | Sporting Mahonés CF |                            |  |
|                        |                | Mundo Deportivo |                     | Narcís Sala, Sant Andreu · |  |

| 29 de setembre de 1991 | UE Sant Andreu | 4:0             | SD Lemona |                            |  |
|                        |                | Mundo Deportivo |           | Narcís Sala, Sant Andreu · |  |

| 5 d'octubre de 1991 | CA Osasuna Promesas | 2:1             | UE Sant Andreu |                      |  |
|                     |                     | Mundo Deportivo |                | Tajonar, Aranguren · |  |

| 13 d'octubre de 1991 | UE Sant Andreu | 1:0             | SD Huesca |                            |  |
|                      |                | Mundo Deportivo |           | Narcís Sala, Sant Andreu · |  |

| 20 d'octubre de 1991 | AEC Manlleu | 1:2             | UE Sant Andreu |                      |  |
|                      |             | Mundo Deportivo |                | Municipal, Manlleu · |  |

| 27 d'octubre de 1991 | UE Sant Andreu | 4:0       | CD Santurtzi |                                       |  |
|                      |                | MD 1 MD 2 |              | Estadi Olímpic, Montjuïc, Barcelona · |  |

| 3 de novembre de 1991 | Girona FC | 0:3             | UE Sant Andreu |                     |  |
|                       |           | Mundo Deportivo |                | Montilivi, Girona · |  |

| 10 de novembre de 1991 | UE Sant Andreu | 1:0             | CE L'Hospitalet |                                       |  |
|                        |                | Mundo Deportivo |                 | Estadi Olímpic, Montjuïc, Barcelona · |  |

| 17 de novembre de 1991 | Barakaldo CF | 2:1             | UE Sant Andreu |                        |  |
|                        |              | Mundo Deportivo |                | Lasesarre, Barakaldo · |  |

| 24 de novembre de 1991 | UE Sant Andreu | 1:1       | Nàstic de Tarragona |                                       |  |
|                        |                | MD 1 MD 2 |                     | Estadi Olímpic, Montjuïc, Barcelona · |  |

| 30 de novembre de 1991 | CD Basconia | 0:1             | UE Sant Andreu |                      |  |
|                        |             | Mundo Deportivo |                | Basozelai, Basauri · |  |

| 8 de desembre de 1991 | UE Sant Andreu | 1:2             | FC Andorra |                                       |  |
|                       |                | Mundo Deportivo |            | Estadi Olímpic, Montjuïc, Barcelona · |  |

| 15 de desembre de 1991 | CFJ Mollerussa | 0:2             | UE Sant Andreu |                         |  |
|                        |                | Mundo Deportivo |                | Municipal, Mollerussa · |  |

| 22 de desembre de 1991 | UE Sant Andreu | 1:0             | CD Binéfar |                                       |  |
|                        |                | Mundo Deportivo |            | Estadi Olímpic, Montjuïc, Barcelona · |  |

| 5 de gener de 1992 | UD Fraga | 1:0             | UE Sant Andreu |                     |  |
|                    |          | Mundo Deportivo |                | L'Estacada, Fraga · |  |

| 12 de gener de 1992 | UE Sant Andreu | 2:1             | Deportivo Alavés |                                       |  |
|                     |                | Mundo Deportivo |                  | Estadi Olímpic, Montjuïc, Barcelona · |  |

#### Segona volta
| 19 de gener de 1992 | UE Sant Andreu | 0:0             | CD Hernani |                                       |  |
|                     |                | Mundo Deportivo |            | Estadi Olímpic, Montjuïc, Barcelona · |  |

| 26 de gener de 1992 | Reial Societat B | 2:1             | UE Sant Andreu |                         |  |
|                     |                  | Mundo Deportivo |                | Atotxa, Sant Sebastià · |  |

| 2 de febrer de 1992 | UE Sant Andreu | 2:1             | Real Zaragoza B |                                       |  |
|                     |                | Mundo Deportivo |                 | Estadi Olímpic, Montjuïc, Barcelona · |  |

| 9 de febrer de 1992 | Sporting Mahonés CF | 0:1             | UE Sant Andreu |                 |  |
|                     |                     | Mundo Deportivo |                | Bintaufa, Maó · |  |

| 16 de febrer de 1992 | SD Lemona | 2:2             | UE Sant Andreu |                      |  |
|                      |           | Mundo Deportivo |                | Arlonagusia, Lemoa · |  |

| 23 de febrer de 1992 | UE Sant Andreu | 1:1             | CA Osasuna Promesas |                                       |  |
|                      |                | Mundo Deportivo |                     | Estadi Olímpic, Montjuïc, Barcelona · |  |

| 1 de març de 1992 | SD Huesca | 1:1             | UE Sant Andreu |                    |  |
|                   |           | Mundo Deportivo |                | El Alcoraz, Osca · |  |

| 8 de març de 1992 | UE Sant Andreu | 1:2             | AEC Manlleu |                            |  |
|                   |                | Mundo Deportivo |             | Narcís Sala, Sant Andreu · |  |

| 15 de març de 1992 | CD Santurtzi | 0:1             | UE Sant Andreu |                        |  |
|                    |              | Mundo Deportivo |                | San Jorge, Santurtzi · |  |

| 22 de març de 1992 | UE Sant Andreu | 1:0             | Girona FC |                            |  |
|                    |                | Mundo Deportivo |           | Narcís Sala, Sant Andreu · |  |

| 29 de març de 1992 | CE L'Hospitalet | 1:0             | UE Sant Andreu |                                        |  |
|                    |                 | Mundo Deportivo |                | Municipal, L'Hospitalet de Llobregat · |  |

| 5 d'abril de 1992 | UE Sant Andreu | 2:0             | Barakaldo CF |                            |  |
|                   |                | Mundo Deportivo |              | Narcís Sala, Sant Andreu · |  |

| 12 d'abril de 1992 | Nàstic de Tarragona | 2:0             | UE Sant Andreu |                         |  |
|                    |                     | Mundo Deportivo |                | Nou Estadi, Tarragona · |  |

| 16 d'abril de 1992 | UE Sant Andreu | 3:0             | CD Basconia |                            |  |
|                    |                | Mundo Deportivo |             | Narcís Sala, Sant Andreu · |  |

| 26 d'abril de 1992 | FC Andorra | 3:3             | UE Sant Andreu |                             |  |
|                    |            | Mundo Deportivo |                | Comunal, Andorra la Vella · |  |

| 3 de maig de 1992 | UE Sant Andreu | 2:0             | CFJ Mollerussa |                            |  |
|                   |                | Mundo Deportivo |                | Narcís Sala, Sant Andreu · |  |

| 10 de maig de 1992 | CD Binéfar | 1:4             | UE Sant Andreu |                       |  |
|                    |            | Mundo Deportivo |                | El Segalar, Binèfar · |  |

| 17 de maig de 1992 | UE Sant Andreu | 6:1             | UD Fraga |                            |  |
|                    |                | Mundo Deportivo |          | Narcís Sala, Sant Andreu · |  |

| 24 de maig de 1992 | Deportivo Alavés | 2:3             | UE Sant Andreu |                         |  |
|                    |                  | Mundo Deportivo |                | Mendizorroza, Vitòria · |  |

#### Lligueta d'ascens a Segona A
| 31 de maig de 1992 | UE Sant Andreu | 1:1 | CF Extremadura |                            |  |
|                    |                |     |                | Narcís Sala, Sant Andreu · |  |

| 3 de juny de 1992 | Elx CF | 1:2 | UE Sant Andreu |                        |  |
|                   |        |     |                | Martínez Valero, Elx · |  |

| 6 de juny de 1992 | UE Sant Andreu | 2:0 | Elx CF |                            |  |
|                   |                |     |        | Narcís Sala, Sant Andreu · |  |

| 14 de juny de 1992 | CF Extremadura | 2:2 | UE Sant Andreu |                                      |  |
|                    |                |     |                | Francisco de la Hera, Almendralejo · |  |

| 21 de juny de 1992 | UE Sant Andreu | 1:1 | CD Lugo |                            |  |
|                    |                |     |         | Narcís Sala, Sant Andreu · |  |

| 28 de juny de 1992 | CD Lugo | 2:1     | UE Sant Andreu |                    |  |
|                    |         | Informe |                | Anxo Carro, Lugo · |  |

El Sant Andreu va quedar tercer del grup, amb 7 punts. L'arbitratge de l'andalús Japón Sevilla en l'últim partit al camp del Lugo va ser molt polèmic. El Lugo va quedar primer i va aconseguir l'ascens a Segona A.